# Schizomus brevicaudus
Espèce
Synonymes
- Trithyreus brevicaudus Hansen, 1921

Schizomus brevicaudus est une espèce de schizomides de la famille des Hubbardiidae.

## Distribution
Cette espèce est endémique de Guinée-Bissau,. Elle se rencontre vers Bolama.

## Publication originale
- Hansen, 1921 : Studies on Arthropoda I. The Pedipalpi, Ricinulei, and Opiliones (exc. Op. Laniatores) collected by Mr. Leonardo Fea in tropical West Africa and adjacent Islands. Gyldendalske Boghandel, Copenhagen, p. 1-80.